# Professor Kranz tedesco di Germania
Professor Kranz tedesco di Germania è un film del 1978 diretto da Luciano Salce, girato a Rio de Janeiro (Brasile) e in Italia, con protagonista Paolo Villaggio.

## Trama
Il professor Otto Von Kranz, che vive in modo piuttosto miserevole a Rio de Janeiro dove si arrangia con fallimentari spettacoli di prestidigitazione per tentare di raggranellare qualche cruzeiro, un giorno progetta di rapire un ricchissimo sceicco arabo e mette perciò insieme un'improvvisata banda di balordi composta, oltre che da lui, da Leleco, dalla sua fidanzata Dosdores, da sua sorella Raimonda e dal tassista Fittipaldi. Ma questi pasticcioni brasiliani, per sbaglio, al posto dello sceicco finiranno per rapire il suo autista.

## Produzione
Il personaggio del professor Kranz che compare nel film si discosta da quello ideato alla fine degli anni sessanta dallo stesso Villaggio, per la trasmissione televisiva Quelli della domenica. Se infatti il Kranz televisivo era esageratamente aggressivo e piuttosto sadico, nella pellicola lo si fece assomigliare di più ad altri due personaggi – più perdenti e remissivi – resi nel frattempo celebri dall'attore genovese: Giandomenico Fracchia e Ugo Fantozzi, e ne risultò un curioso ibrido.
L'ambientazione brasiliana si deve probabilmente all'interesse suscitato all'epoca dalle telenovelas, i romanzi e i film tratti dai libri di Jorge Amado. Non a caso nel cast compare, seppure in un ruolo comico, l'attore José Wilker che aveva interpretato Vadinho del film Donna Flor e i suoi due mariti di Bruno Barreto, tratto dall'omonimo romanzo di Amado e uscito in Italia proprio nel 1978.
Il tassista Fittipaldi è interpretato da Walter D'Ávila, comico e umorista locale con una vaga rassomiglianza con Fernandel, attivo sia in cinema che in teatro e alla radio, molto noto in Brasile ma praticamente sconosciuto in Italia.